# 名古屋大空襲

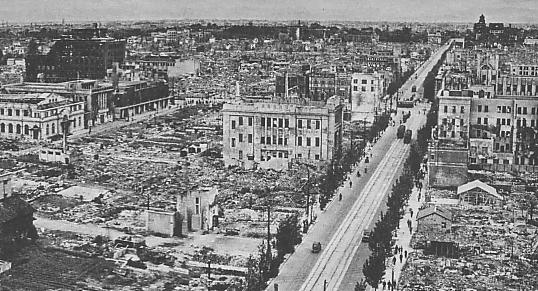
空襲後の名古屋市街

名古屋大空襲（なごやだいくうしゅう）は、第二次世界大戦末期、アメリカ軍が名古屋市に対して繰り返し行った空襲の総称、もしくはそのうち特に市街地を標的として大規模に行われたものをいう。後者においては、中心市街地が罹災した1945年（昭和20年）3月12日、名古屋駅が炎上した3月19日、または名古屋城を焼失した5月14日の空襲などを指す。

## 概要
明確な定義はないため、名古屋に対するすべての空襲を総称して大空襲と呼ばれる場合も多く、また一宮市や半田市に対するものなど名古屋近郊への空襲も便宜的に含める場合もある。1945年（昭和20年）6月9日に熱田区の愛知時計電機船方工場・愛知航空機船方工場周辺に行われた空襲は熱田空襲と呼ばれる。

## 名古屋への初期の空襲

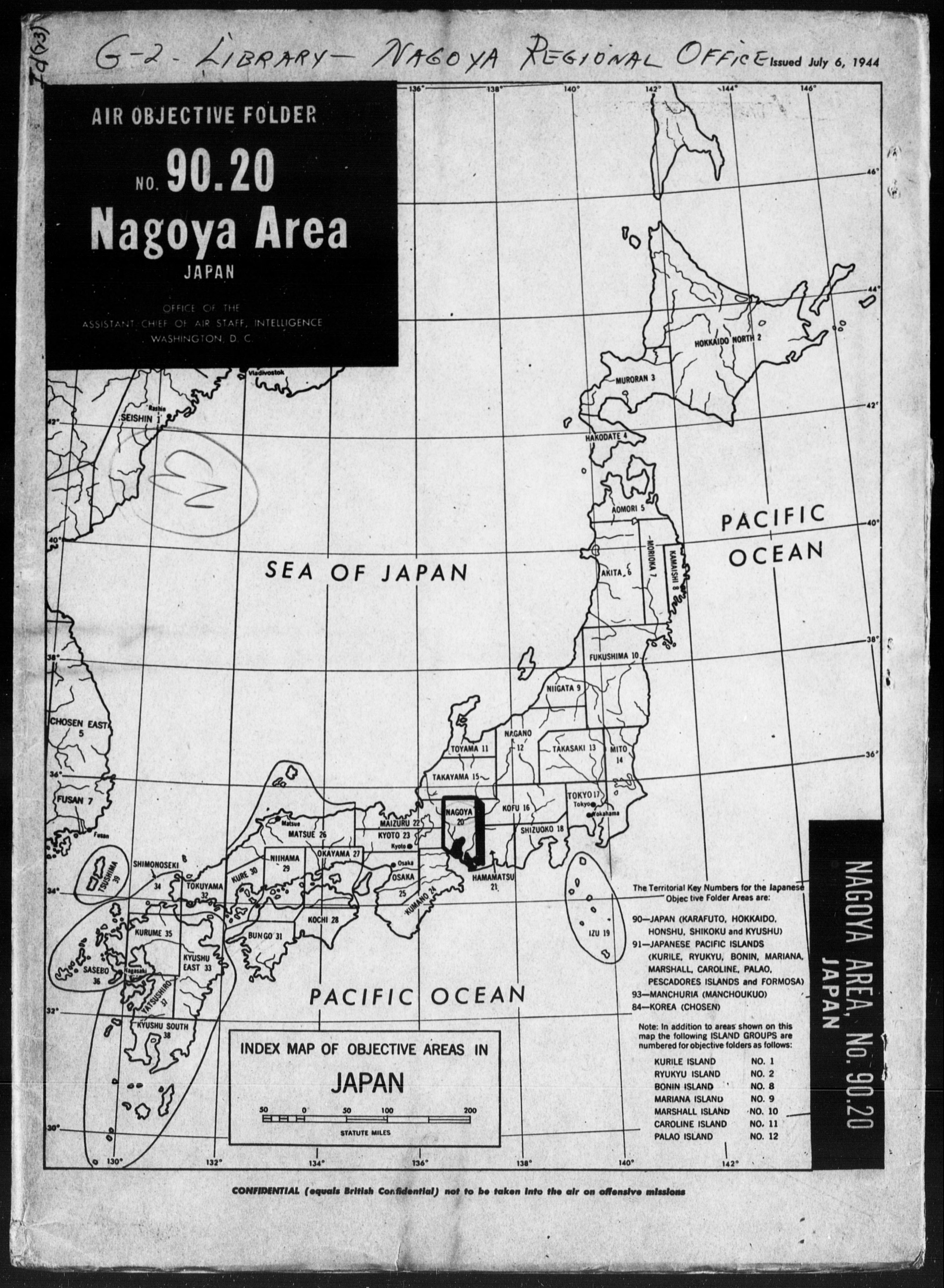
米国の戦略爆撃調査の記録：対象地域別の軍事目標フォルダ：日本：名古屋地域（1944年7月6日）

1942年（昭和17年）4月18日にアメリカ陸軍航空軍のB-25爆撃機によるドーリットル空襲が行われ、名古屋にも同爆撃機2機による初の空襲があり、死者8人、負傷者31人の被害を被った。
1944年（昭和19年）7月、サイパン島などマリアナ諸島をアメリカ軍が制圧し、ここが以後の日本本土空襲の基地となった。
1944年（昭和19年）12月7日の昭和東南海地震が東海地域の工場群に大きな損害を与えてから6日後の同年12月13日、アメリカ陸軍航空軍のB-29爆撃機90機により、日本の航空用発動機の4割以上を生産していた東区大幸町の三菱重工業名古屋発動機製作所大幸工場（三菱発動機第四工場、現在のナゴヤドーム（バンテリンドーム ナゴヤ）及び名古屋大学大幸医療センター付近）に対する初の本格的空襲が行われた。天候等の関係から爆弾は思うようにこの工場に命中せず、アメリカ軍は翌1945年（昭和20年）4月7日まで執拗に爆撃を繰り返し、7回の爆撃で工場を壊滅させた。工場に命中しなかった爆弾は周辺の民家に着弾し、多くの民間人が巻き添えになって死亡した。
また、1944年（昭和19年）12月13日には「東洋一の動物園」と謳われた千種区の東山動物園においても、爆撃で破壊された飼育施設から逃げ出さないよう多数の猛獣類が殺処分された（戦時猛獣処分）。東山動物園では他の動物園で猛獣処分が始まってからも殺処分を拒んでいたが、警備に協力していた警防団の強い要求を受けて殺処分に至った。

## 激化した1945年の空襲

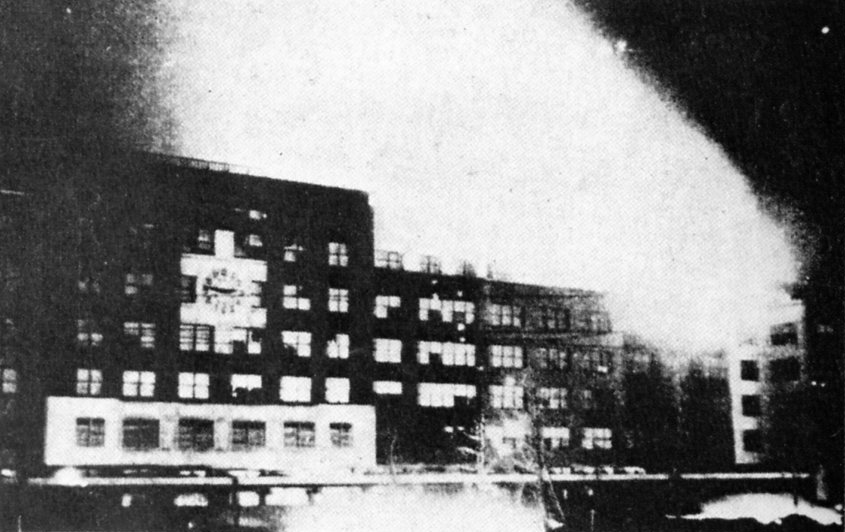
炎上する名古屋駅（1945年3月19日）。屋上には高射砲の陣地があったが、全く届かなかった。

空襲は、当初は日中の高高度戦略爆撃により軍関連の工場や名古屋港などの産業施設へ通常爆弾による精密爆撃を中心に行われていたが、命中率の低さから成果を上げられず、1945年（昭和20年）1月にカーチス・ルメイが第21爆撃集団司令官に着任してからは、焼夷弾を用いた市街地への無差別爆撃が始まり、3月頃からは深夜の空襲が多くなった。
3月12日未明、B-29爆撃機200機による名古屋市の市街地に対する大規模空襲が行われ、105,093人が罹災した。死者519人、負傷者734人に上り、家屋25,734棟が被災し、市街の5%が焼失したとされる。
3月19日午前2時頃、B-29爆撃機230機による名古屋市の市街地に対する大規模空襲が行われ、151,332人が罹災した。死者826人、負傷者2,728人に上り、家屋39,893棟が被災した。中区、中村区、東区などの市中心部は焼け野原となり、1937年（昭和12年）に竣工したばかりの6階建ての名古屋駅の焼け焦げた姿が遠くからでもよく見えたという。
5月14日、B-29爆撃機472機による北部市街地への空襲では焼夷弾2,515tが投下され、旧国宝の名古屋城が炎上、家屋21,905棟が被災した。66,585人が罹災し、死者338人、負傷者783人に上った。5月17日、B-29爆撃機457機による南部市街地への空襲では焼夷弾3,609tが投下された。
東海軍管区で撃墜されたB-29の搭乗員は、軍律会議を開廷して戦時国際法違反（非戦闘員に対する無差別爆撃）を認定し、戦争犯罪による死刑を宣告して斬首刑が執行されたほか、軍律会議を省略して方面軍法務部長の承認のみで斬首が行われている。6月9日には熱田空襲が行われ、愛知時計電機・愛知航空機の社員や動員学徒を含む2,068人の死者を出した。7月26日にエノラ・ゲイによる八事日赤病院付近への模擬原爆（パンプキン爆弾）投下を最後に63回の空襲が行われ、B29の来襲は2,579機に達した。投下された爆弾の総量は判明分のみで14,500トンを越え、被害は死者7,858名、負傷者10,378名、被災家屋135,416戸に及び、名古屋市は日本の他の大都市と同様に壊滅的に破壊された。

## 戦災復興事業
第二次世界大戦後の1945年12月6日に市の有織者の復興調査会が「大中京再建の構想」を発表した。この方針は30項目からなり、「主要な幹線道路は50m以上」、「道路の付属物は地下に埋設」、「東西南北2本の地下鉄を設置」、「国鉄と私鉄は地下か高架に」、「国民学校に隣接し、同規模の公園」などとし、「焼け跡の墓地は一定区へ移転整理」などが記されていた。それにより焼け野原と化した名古屋市中心部での都市再建では、大規模な区画整理事業により、まず道路基盤と公園用地の確保による整備された都市造りに力を入れた。道路や公園と住宅地を造るために中区・東区・熱田区を中心とする名古屋市内の278の寺院境内地に備わっていた18万7405基の墓地を全て平和公園に移転させ、焼け残った多くの寺院の境内が縮小された。更地同然となった名古屋市の中心部では空襲での火災被害の境遇から、火災の延焼を防ぐため、また市民の避難場所のため、また自動車社会の到来に合わせるために100m道路と呼ばれる広い道路の久屋大通・若宮大通のほか、道路整備などが行われた。公園緑地の整備と、鉄道沿線整備と駅前広場、居住環境の整備など、インフラ整備を中心に将来の名古屋市が200万人都市となるように都市再建が行われた。
名古屋市は都市としての個性と魅力が欠けると言われる事がある。しかしながら、都市景観の魅力に欠けるのは、数多くあった歴史的遺産と古い町並みの大半が空襲による戦災により焼失したことが大きく影響している。さらに戦後名古屋市が進めた戦災復興事業によって、市域の7割近くが区画整理、耕地整理で整備され、元の古い街並みを大きく変えて機能的で効率的な街造りを推進してきた事が大きいと指摘されている。

## 被害状況

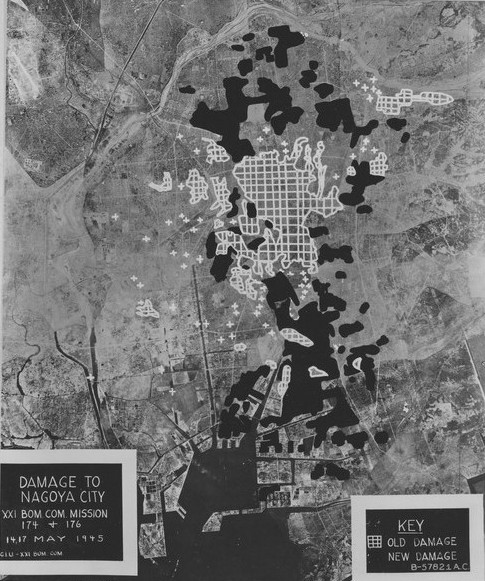
名古屋市の被害 - 第21爆撃集団ミッション174号と176号 1945年5月14日、17日

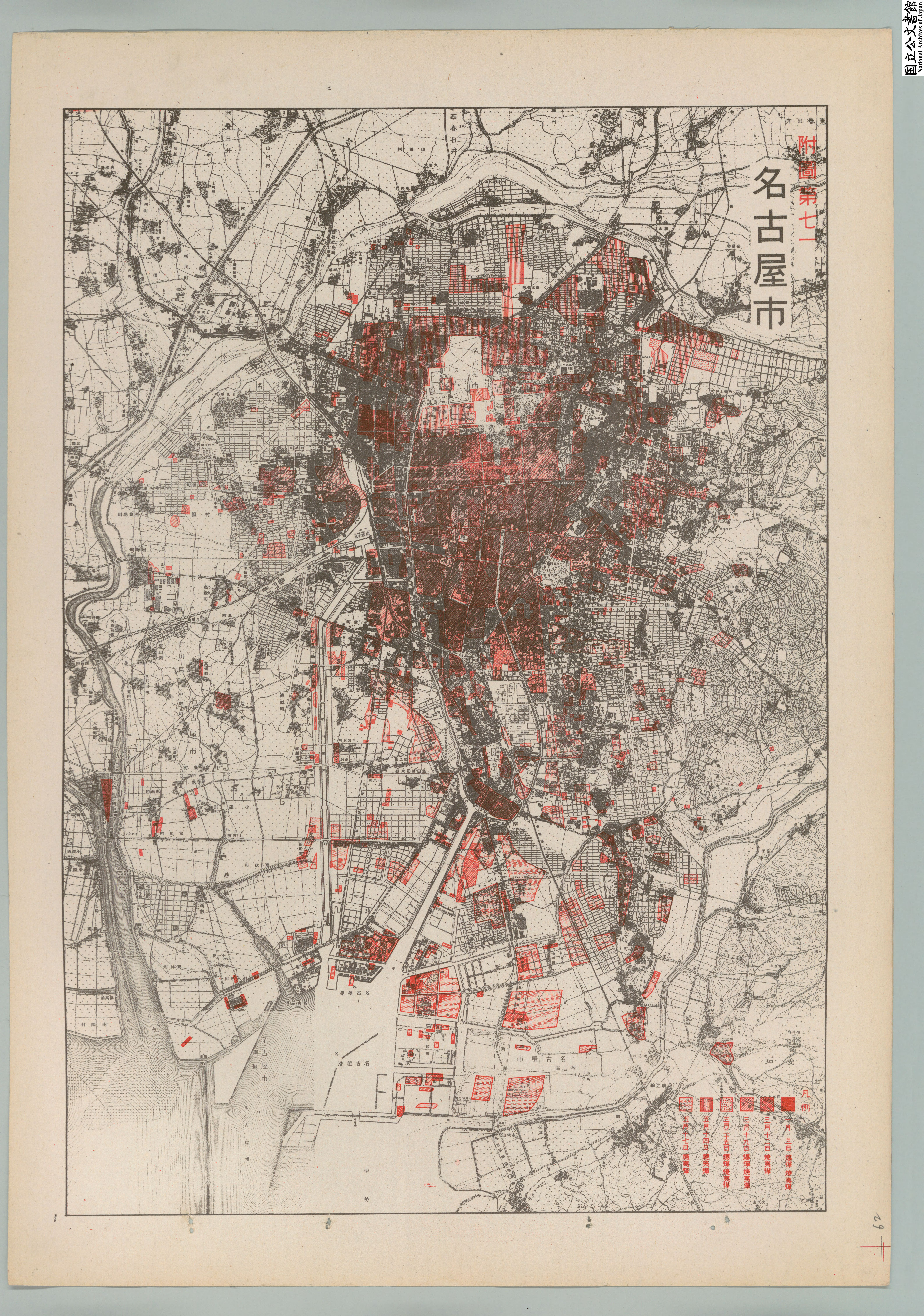
名古屋 防空関係資料・全国主要都市戦災概況図・昭和二十年十二月

名古屋市の全市域約1万6000haの約24%に当たる約3850haが焦土化したとされる。特に東区・中区・栄区・熱田区の50%から60%が焼失されたとされ、都心部の公共建物や繁華街は壊滅的な打撃を受け、市の中心部は焦土と化した。

## 被災建物
木造の建造物の大半は焼失した。慶長年間以来の碁盤割の町並みをはじめ、名古屋市の中心の建物の大半は破壊され、完全に焦土と化した。
公共施設
- 内政部長官舎
- 名古屋専売局
- 各区役所
- 各区支所精米所
- 名古屋中税務署
- 日本貯蓄銀行八熊支店
- 食料営団水主町精米所
- 名古屋市図書館
- 食糧営団千種
- 少年審判所
- 名古屋貯金支局
- 栄警察署
- 北警察署
- 田代消防署
- 牧野消防署
- 各変電所
- 露橋下水処理場
- 名古屋刑務所二棟

医療施設
- 名帝大医学部及同附属病院

鉄道施設
- 名古屋鉄道本社
- 名古屋駅
- 新名古屋駅
- 近畿日本名古屋駅
- 金山橋駅
- 神宮前駅
- 笹島駅
- 熱田駅
- 笠寺駅
- 白鳥駅
- 名古屋港駅
- 道徳駅（当時は休止中）
- 山崎川駅
- 大江駅
- 東名古屋港駅
- 山王駅
- 築港駅
- 堀田駅
- 伝馬町駅[注 2]

日本軍関係施設
- 陸軍航空本部名古屋監督班事務所
- 東海軍管区司令部別館一棟、第二庁舎

商業施設
- 丸栄百貨店
- 三星百貨店
- 松坂屋（四階以上内部を焼失）
- 御園座（劇場を全焼）
- 名古屋万平ホテル
- 徳川園
- 聞天閣、キリンビールのビヤホール（鶴舞公園にあった）
- 愛知県武徳殿

教育施設
- 名古屋工業専門学校
- 愛知県立工業専門学校 (旧制)
- 国民学校一六校、一五校
- 第八高等学校
- 名古屋市立第三高等女学校
- 中京大学附属中京高等学校
- 愛知県立明和高等学校
- 椙山女学園中学校・高等学校
- 金城女学校
- 桜花学園高等学校
- 享栄高等学校
- 名古屋工業高等学校
- 中部神祇学校

企業・工場施設
- 東海銀行尾頭橋支店
- 日本勧業銀行名古屋支店
- 名古屋造船
- 日本碍子
- 高野精密
- 名古屋螺子製作所
- 愛知自動車配給統制会社
- 住友金属工業名古屋支店
- 愛知時計電機本社工場
- 愛知航空機永徳工場
- 三菱重工業名古屋発動機製作所
- 同道徳工場（後の日清紡績名古屋工場）
- 同熱田発動機製作所
- 日本車輌本社工場
- 大同製鋼
  - 熱田工場
  - 瑞穂工場
  - 築地工場
  - 星崎工場
  - 宝生工場
  - 南郊工場
- 岡本工業笠寺工場
- 日清紡績千種工場
- 中部日本新聞社

### 被災文化財
空襲により名古屋市内にあった数多くの文化財の歴史的建造物などの大半が失われ、被害を受けた。

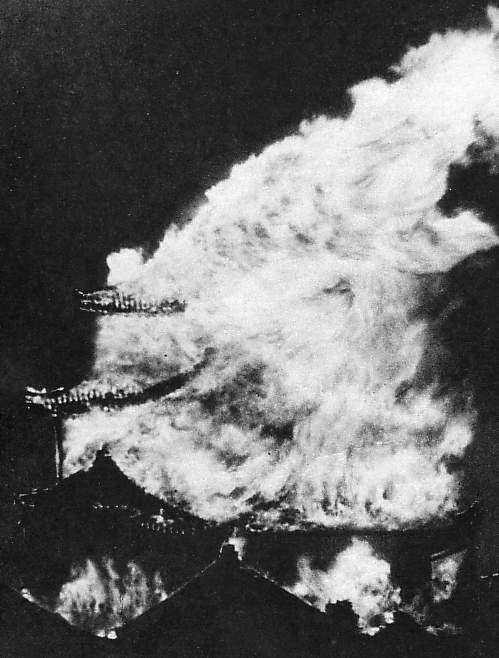
炎上する名古屋城（1945年5月14日）

- 名古屋城（国宝）

1930年（昭和5年）に天守をはじめとする建物群が城郭建築としては初めて旧国宝に指定され、1942年（昭和17年）には本丸御殿障壁画345面が旧国宝に指定されたが、天守や東北隅櫓、正門、金鯱、本丸御殿など多くを焼失。障壁画のうち、襖、障子、天井画など取り外し可能なものは空襲直前に取り外し、移動してあったため難を逃れたのもある。1959年（昭和34年）に天守は鉄筋コンクリート構造で外観復元され、本丸御殿は2009年（平成21年）から復元工事が始まり2018年（平成30年）6月に完成した。外観復元された天守も焼失前の資料を元に木製天守に復元される予定である。
- 猿面茶席（国宝）

空襲により焼失するが、1949年（昭和24年）に再建。
- 熱田神宮鎮皇門（国宝）、海上門（国宝）、春敲門

3つの門とも焼失。また熱田神宮は他にも勅使館、宮庁、神楽殿などが被害を受けた。
- 愛知県護国神社
- 萬松寺

空襲により本堂を焼失。平成に入って再建された。
- 七寺（長福寺）

大須観音や真宗大谷派名古屋別院を凌ぐ、名古屋最大及び大須界隈の最大を誇っていた寺勢だったが、芝居小屋や本堂（旧国宝）、三重塔など、七堂伽藍を全て焼失し、本尊の阿弥陀如来像や木造持国天・毘沙門天像（いずれも旧国宝）なども焼失。空襲から免れた経蔵と、燃損しながらも住職が何とか移動して助かった観音菩薩像・勢至菩薩像の本体と勢至菩薩像の光背のみが搬出され焼失をまぬがれた。境内の多くは戦後復興に伴う再開発で大須の町の一部となり、現在はひっそりとした小さな寺に過ぎない。
- 大須観音

空襲で焼失。1970年（昭和45年）に本堂が鉄筋コンクリート構造で再建された。
- 本願寺名古屋別院

空襲で、ほとんどの建物を焼失。1972年（昭和47年）に本堂を再建。
- 高岳院

国宝の本門を焼失。
- 名古屋東照宮

豪華を極めた権現造の社殿、楼門、唐門、渡殿などが旧国宝に指定されていたが全て空襲で焼失。1954年（昭和29年）に建中寺にある御霊屋を移築して代わりに現在に至るまで名古屋東照宮の社殿として扱っている。
- 那古野神社

空襲で本殿、門を焼失。戦後再建された。
- 性高院

国宝の表門や伽藍を全て焼失。現在はコンクリート造りの建物を本堂としている。
- 本遠寺

国宝の楼門、本堂を焼失。
- 誓願寺

源頼朝の生誕地の寺。空襲により本堂、門を全て焼失。現在はコンクリート造りの建物を本堂としている。
- 尾陽神社
- 高座結御子神社

## 名古屋市の見舞金制度
戦後65年の2010年度（平成22年度）から、名古屋市が「民間戦災傷害者援護見舞金」として民間戦災傷害者の市民に年額26,000円の見舞金の支給を開始。支給額は2018年度（平成30年度）から年額37,000円、2021年度（令和3年度）から年額10万円に増額されている。

## 名古屋大空襲に関連する作品
- 『明日への遺言』 - 大岡昇平の長編小説『ながい旅』を原作に2007年（平成19年）に製作された日本映画。名古屋大空襲に関係する戦犯裁判の物語であり、空襲のシーンそのものは描かれていない。
- 『あとかたの街』 - 名古屋大空襲を題材にしたおざわゆきの漫画作品。日本漫画家協会賞大賞。
- 『ごめんよサン吉』 - 総務省の委託により作成され、全国の小学校等に配布された冊子（まんが）。名古屋空襲悲劇の物語[12]。